# Rampage: Dzika furia
Rampage: Dzika furia (ang. Rampage) – amerykański film fantastycznonaukowy, akcji i przygodowy w reżyserii Brada Peytona. Premiera produkcji odbyła się 4 kwietnia 2018 roku w Microsoft Theater w Los Angeles. Jest to adaptacja Rampage, czyli gry z automatów, której premiera odbyła się w 1986 roku. Polska premiera produkcji odbyła się 11 maja 2018 roku.

## Fabuła
Akcja filmu rozpoczyna się sceną na stacji kosmicznej, gdzie prowadzone są badania, których efektem jest między innymi powiększenie szczura do rozmiarów dużego autobusu. Davis Okoye (Dwayne Johnson) jest byłym agentem służb specjalnych zwalczających kłusowników oraz prymatologiem zajmującym się gorylami w zoo w San Diego. Głównie zajmuje się małpami, w tym gorylem albinosem George’em. Nieudany eksperyment na stacji kosmicznej powoduje, że próbki modyfikujące DNA dostają się na Ziemię. Jedna próbka ląduje na bagnach, druga w górach, a trzecia w zoo. Zarażają one kolejno krokodyla, wilka i goryla George’a. Zwierzęta szybko rosną, stają się bardzo agresywne i zaczynają siać zniszczenie. Dodatkowo u krokodyla i wilka pojawiają się dodatkowe części ciała: skrzydła i kolce u wilka oraz żagiel i dodatkowe zęby u krokodyla. Okoye wraz z dr Kate Caldwell (Naomie Harris), która jest inżynierem genetycznym, stara się znaleźć antidotum i uratować swojego podopiecznego – George’a.

## Obsada
- Dwayne Johnson jako Davis Okoye
- Naomie Harris jako Dr Kate Caldwell
- Malin Åkerman jako Claire Wyden
- Jake Lacy jako Brett Wyden
- Joe Manganiello jako Burke
- Jeffrey Dean Morgan jako Agent Russell
- P.J. Byrne jako Nelson
- Marley Shelton jako Dr. Kerry Atkins

Źródło: Metacritic

### Wersja polska
- Krzysztof Banaszyk – Davis Okoye
- Marta Wągrocka – dr Kate Caldwell
- Wojciech Paszkowski – Harvey Russell
- Lidia Sadowa – Claire Wyden
- Kamil Kula – Brett Wyden
- Jakub Wieczorek – pułkownik Blake
- Sebastian Perdek – Nelson
- Łukasz Pruchniewicz – Burke
- Aneta Todorczuk-Perchuć – dr Kerry Atkins

Źródło: Polski-dubbing.pl

## Odbiór
Rampage: Dzika furia otrzymał mieszane recenzje od krytyków. W agregatorze Metacritic średnia ocen od recenzentów wynosi 45/100 (na podstawie 45 recenzji). Natomiast w serwisie Rotten Tomatoes 51% recenzji zebranych od krytyków było pozytywnych, a średnia z ocen wynosi 5,4/10 (na podstawie 200 recenzji).
Film zarobił 335,1 miliona dolarów amerykańskich (78 mln w Stanach Zjednoczonych oraz 257,1 mln w pozostałych krajach) przy budżecie wynoszącym 120 mln USD.